# Мала Загорівка
Мала́ Заго́рівка — село у Ніжинському районі Чернігівської області України. Входить у склад Борзнянської міської громади, до 2018-  центр Малозагорівської сільської ради. Населення — 628 осіб (2012 рік).

## Географія
Село розташоване в центральній частині району, за 15 км від районного центру — міста Борзна (автошляхами — близько 17 км) та за 12 км від залізничної станції Плиски. Село розташоване на березі річки Борзна. Висота над рівнем моря — 127 м.

## Історія
12 червня 2020 року, відповідно до розпорядження Кабінету Міністрів України № 730-р «Про визначення адміністративних центрів та затвердження територій територіальних громад Чернігівської області», село увійшло до складу Борзнянської міської громади.
19 липня 2020 року, в результаті адміністративно-територіальної реформи та ліквідації Борзнянського району, увійшло до складу Ніжинського району Чернігівської області.

### Заснування
В цій місцевості люди мешкали з давніх-давен. Поблизу села Вольниця знайдене поселення епохи неоліту (V-IV тис. до н. е.), курган епохи бронзи (ІІ тис. до н. е.), а в с. Червоне Озеро – кургани скіфського часу (V-ІІІ ст. до н. е.). 
Мала  Загорівка, як поселення, виникла на річці Загорівка на початку другої половини 17 століття у складі Чернігівського воєводства Речі Посполитої.. Першими поселенцями на річці Загорівці, мабуть були поляки (прізвища Куровський, Пшеничний – польського походження). Також на вільній незайманій землі побіля річки Загорівки поселилася невелика група переселенців з Борзни, оскільки ця земля належала Борзнянській місцевій управі. Спочатку Мала Загорівка називалась Загорівкою Сиволозькою, для того щоб відрізняти її від Загорівки Великої, яка в той час називалась просто Загорівкою (від назви річки). У 1750 році Мала Загорівка разом з хутором Касьянів входила до складу Прохорівської сотні Ніжинського полку. 
За розповіддями старожилів село отримало назву Мала Загорівка через те, що знаходиться «за горою», хоча навколо села великих гір немає, але декілька вулиць знаходяться дійсно на горі. Одна з них серед селян так і називається — «Гора».

### Довоєнні та післявоєнні часи
При гетьману Івану Самойловичу Мала Загорівка переходить до осавула Генеральної артилерії Степана Соломахи. Після його смерті Мазепа віддав Малу Загорівку Василю Кочубею, а потім полковнику Петру Кожуховському, від якого вона прийшла його сину Юрію, а після нього другому сину Степану. А далі гетьман Апостол віддає Малу Загорівку майору інженерного полку Михайлу Баніку. Згодом частина села була віддана генералу Войсбаху. Потім ця частина перейшла у володіння Стрепсицева.
Ріст села особливо посилився після скасування кріпосного права (1861рік). На кінець 19 століття у Малій Загорівці було вже до 150 дворів. Серед села стояла церква, побудована в кінці 18 століття на кошти пана Бобиря, який проживав у Малій Загорівці. А десь у 1910-1912 роках у селі збудували і школу. На горі знаходилась економія, яка належала пану Амосову. Згодом Амосов продає гору односельчанину Брязкалу.
З 1917 р. — у складі Української Народної Республіки.
Біля урочища «Шацьке» була друга економія, якою володів Горбач (родом із Борзни).
Після Жовтневого перевороту, сільська біднота розграбувала поміщицькі землі. Наприкінці 20-х років було проведено примусову колективізацію. Колгосп назвали іменем П. Маркітана, тодішнього секретаря Чернігівського обкому партії.
Зачепив Малу Загорівку і голодомор 1933 року. 
У 1938-39 роках у колгосп придбали вантажний автомобіль (полуторка), з початком війни автомобіля разом з водієм мобілізували на фронт.
У 1941 році до села увійшли німецькі війська. У Малій Загорівці вбили комсомольського секретаря Ф. Куровського. У Лендені (Вольниця) мадяри розстріляли цілу сім’ю: голову колгоспу Чуба, його дружину і малих дітей. 400 жителів Малої Загорівки в складі РСЧА брали участь у Другій світовій війні, 206 з них — загинули, 200 — нагороджені орденами і медалями СРСР. В центрі села на честь односельців споруджено пам'ятник та встановлено меморіальну дошку з прізвищами загиблих.
У вересні 1943 року село перейшло під контроль радянських військ, а саме 132-ї Бахмацької Червонопрапорної  стрілецької дивізії. У 1958 році встановлено надгробок на братській могилі Радянським воякам, що загинули в 1943 році при реокупації села.
У 1948 році відкрили клуб на селі. Клуб у селі колись був церквою, проте радянські окупанти її знищили.
У 1965 році село електрифіковано.
У 1972 році споруджено обеліск слави на честь воїнів односельців, полеглих на фронтах Другої світової війни.
У 1974-75 роках прокладено дороги з твердим покриттям. 
У селі знаходилася центральна садиба колгоспу імені Червоних партизан, за яким було закріплено 3293 гектарів сільськогосподарських угідь, у тому числі 2225 га орної землі. Господарство вирощувало зернові культури, картоплю, цукровий буряк, льон, займалося м'ясо-молочним тваринництвом. 
Із 1986 і по 1996 р. колгоспом керує Якименко В. К. Колгосп стає мільйонером. У цей час було закуплено багато нової техніки. Збільшилось поголів’я ВРХ, овець, курей. Збудовано багато нових приміщень для ВРХ, новий гараж, картопляний цех. У 1995 році збудована нова контора.
6 березня 2000 р. колгосп ім. Червоних партизан стає СВК (сільськогосподарський виробничий кооператив), а 30 січня 2001р. — знову міняється назва ПОП (приватно-орендне підприємство).
У лютому 2003 року пройшли збори пайовиків, і люди, забравши свої паї, створили нове сільськогосподарське підприємство «Відродження», яке знаходиться в хуторі Касьянів. Головою його стає Бець М.С., а у 2005 році це господарство стає фермерським господарством Касьянів і його директором стає Місько Г.М. – житель Малої Загорівки.
У 2003 році виходить збірка віршів «На відстані сльози» Осипенко Н.М. У травні 2006 року ансамбль «Калинонька» захищав район на фольклорному фестивалі «Поліське коло», де був нагороджений дипломом і почесним призом.
З 2021 року Малозагорівський старостинський округ очолює Пшенишний Микола Васильович. 
В селі народився «кіборг» Іван Шостак, солдат 81-ї аеромобільної бригади.
Загальна чисельність населення станом на 01.01.2016 р. становить 530 чол., дворів – 234.
- с. Мала Загорівка – 197 дворів, 475 жителів.
- с. Вольниця – 18 дворів, 26 жителів.
- с. Червоне Озеро – 19 дворів, 29 жителів.

Обробляють землю: 
- СТОВ «Дружба –Нова»(Кернел)
- ТОВ «Плиски – Агро»,
- ФГ «Мрія-С».

## Інфраструктура
У селі є клуб, бібліотека, каплиця та стадіон. Клуб у селі колись був церквою, але коли в радянські часи культові споруди зруйновували — приміщення відвели під клуб та бібліотеку. Є також крамниці продовольчих і промислових товарів.

## Видатні уродженці
- Куровський Дмитро Мусійович — український поет, журналіст і вчитель.
- Шостак Григорій Данилович — український радянський діяч.
- Шостак Іван Миколайович — солдат Збройних сил України.